# Tephritis palmeri
Tephritis palmeri
 es una especie de insecto díptero que Jenkins describió científicamente por primera vez en el año 1989.
Esta especie pertenece al género Tephritis de la familia Tephritidae.